# Ivan Gotti
Ivan Gotti (San Pellegrino Terme, Llombardia, 28 de març de 1969) és un ciclista italià, ja retirat, que fou professional entre 1991 i 2002.
Com a ciclista amateur destaca una segona posició al Girobio de 1990, a banda d'una etapa i el premi de la muntanya. L'any següent passà a professionals, categoria en la qual destaquen les victòries aconseguides al Giro d'Itàlia de 1997 i el 1999. Aquesta darrera victòria es produí després de la desqualificació per dopatge de Marco Pantani. En aquesta mateixa cursa guanyà dues etapes.
Anteriorment, Gotti s'havia donat a conèixer pel gran públic al Tour de França de 1995, en què vestí el mallot groc durant dues etapes i finalitzà cinquè de la classificació final.
El 2000 fou acusat de dopatge. Va acceptar negociar una condemna de cinc mesos de presó suspesa i es va retirar del ciclisme el 2002.

## Palmarès
- 1989
  - 1r al Giro de la Vall d'Aosta
  - 1r a la Cronoscalata Gardone Val Trompia-Prati di Caregno
- 1990
  - 1r al Giro del Belvedere
  - 1r al Giro de la Vall d'Aosta
  - 1r a la Bassano-Monte Grappa
- 1996
  - Vencedor d'una etapa al Giro d'Itàlia
- 1997
  -  1r al Giro d'Itàlia i vencedor d'una etapa
- 1999
  -  1r al Giro d'Itàlia
- 2001
  - Vencedor d'una etapa de la Volta a Catalunya

### Resultats al Giro d'Itàlia
- 1992. 23è de la classificació general
- 1994. 16è de la classificació general
- 1996. 5è de la classificació general. Vencedor d'una etapa
- 1997.  1r de la classificació general i vencedor d'una etapa
- 1998. Abandona (17a etapa)
- 1999.  1r de la classificació general
- 2000. 19è de la classificació general
- 2001. 7è de la classificació general
- 2002. 13è de la classificació general

### Resultats al Tour de França
- 1995. 5è de la classificació general. Porta el mallot groc durant 2 etapes
- 1996. Abandona (5a etapa)
- 1997. Abandona (7a etapa)
- 1999. Abandona (12a etapa)
- 2002. 23è de la classificació general

### Resultats a la Volta a Espanya
- 2000. Abandona (8a etapa)
- 2001. Abandona (10a etapa)